# Nürnberger Burg-Pokal
Der Nürnberger Burg-Pokal ist eine Dressur-Turnierserie für 7- bis 9-jährige Pferde. Seit seiner Erstausrichtung im Jahr 1992 durch die Nürnberger Versicherung hat er sich als zentrale Nachwuchsplattform im Dressursport etabliert und genießt in der nationalen wie internationalen Reitsportszene hohe Anerkennung.

## Geschichte und Konzept
Der Nürnberger Burg-Pokal geht auf eine Idee von Dressur-Olympiasieger Dr. Reiner Klimke zurück, der damit bei Hans‑Peter Schmidt, damaliger Vorstandsvorsitzender der Nürnberger Versicherung, und heutigem Ehrenpräsidenten des Bayerischen Reit- und Fahrverbands sowie Ehrenmitglied der Deutschen Reiterlichen Vereinigung (FN), auf offene Ohren stieß. Für den Nürnberger Burg-Pokal entwickelte limke eigens den Prix St. Georges Special. Dieser ist kürzer und anspruchsvoller als der Prix St. Georges und wurde als Aufgabe S5 in das Aufgabenheft der FN aufgenommen.

## Reglement und Bedeutung der Serie
Der Nürnberger Burg‑Pokal setzt auf die altersgerechte und schonende Ausbildung junger Pferde. So dürfen teilnehmende Pferde nicht auf Grand-Prix-Niveau platziert sein. Zudem leisten die Sonderehrenpreise auf den Qualifikationen und im Finale einen entscheidenden Beitrag, pferdegerechtes, feines Reiten herauszustellen. Der Ehrenpreis für „Sitz & Einwirkung“, der sogenannte Stilpreis, wurde im Rahmen des Serienfinales im Jahr 1997 erstmals ausgelobt. Seit 2007 wird zusätzlich ein Preis für das beste Rückwärtsrichten vergeben.
Nach einer Änderung des Reglements im Jahr 2023 ist die Anzahl der Qualifikationen von 12 auf 8 reduziert worden. Die Belastung der jungen Pferde kann damit über die Saison noch individueller angepasst werden. Die Vergabe der Qualifikationsstandorte erfolgt über ein zentrales Bewerbungsverfahren. Dabei werden traditionelle Großevents wie Hagen (Horses and Dreams), München (Pferd International) und Balve (Longines Balve Optimum) mit mittleren und kleinen, jedoch stets hochprofessionell organisierten Standorten in ganz Deutschland kombiniert.reduziert worden. Die Belastung der jungen Pferde kann damit über die Saison noch individueller angepasst werden.
Das Serienfinale findet kurz vor Weihnachten im Rahmen des Internationalen Festhallen Reitturniers in Frankfurt am Main statt. Dafür sind die Sieger der Qualifikationen sowie die 4 prozentbesten Platzierten startberechtigt. Rangiert wird bei den Platzierten zunächst nach Rang auf der jeweiligen Qualifikation und dann nach Prüfungswertung in Prozent.
Viele der Pferde, die sich für das Finale des Nürnberger Burg-Pokals qualifizieren konnten, wurden später Teil von Championatskadern und feierten auf internationaler Ebene große Erfolge. Beispiele sind Chacomo, der unter Alexandra Simons-de Ridder in Sydney im Jahr 2000 der erste Olympiasieger aus dieser Serie wurde, sowie Dablino, Damon Hill NRW, Desperados und Diva Royal, die die deutsche Equipe der Olympischen Spielen von London 2012 bildeten. Zwischen 1999 und 2024 wurden von im Finale des Nürnberger Burg-Pokals gestarteten Pferden bei Olympischen Spielen, Weltreiterspielen und Europameisterschaften insgesamt 38 Gold-, 22 Silber- und 20 Bronzemedaillen gewonnen. Hinzu kommen 35 Gold-, 34 Silber- und 27 Bronzemedaillen auf den Deutschen Meisterschaften.

## Förderung des reiterlichen Nachwuchses
1995 feierte der Nürnberger Burg‑Pokal der Junioren Premiere. Mit dem Ziel, junge Talente zu einer Karriere im Pferdesport zu ermutigen, wird diese Turnierserie in Kooperation mit mehreren Landesverbänden durchgeführt, darunter aktuell in Baden-Württemberg, Bayern, Berlin-Brandenburg, Hessen, Mecklenburg-Vorpommern, Hannover, Rheinland, Sachsen, Rheinland-Pfalz, Sachsen-Anhalt, Thüringen und das Saarland.
Die Jugendlichen nehmen an Qualifikationen in der Dressur, im Springen oder in kombinierten Wettbewerben teil. Prüfungsdisziplin und -klasse werden dabei durch die Förderbedürfnisse auf Landesverbandsebene bestimmt. Die Serienfinals finden nach Möglichkeit bei renommierten und international bedeutenden Turnieren statt, beispielsweise 2025 bei Pferd International in München, beim CHI in Donaueschingen, dem German Masters in Stuttgart oder dem Internationalen Festhallen Reitturnier Frankfurt.
Die jüngsten Reiter im Alter von 4 bis 8 Jahren werden über Führzügel-Wettbewerbe gefördert. Der Name Führzügel-Wettbewerb leitet sich von dem im Reithalfter eingeklinkten Zügel ab, mit dessen Hilfe Pferd bzw. Pony und Reiter von einer Begleitperson zurückhaltend unterstützt werden. Von den jungen Reitern werden in der Regel Schritt und Trab sowie kleinere Bewegungsaufgaben gefordert. Im Rahmen der Qualifikationen zum Nürnberger Burg-Pokal sind Pony-Führzügel-Wettbewerbe ein fester Programmpunkt. Bundesweit unterstützt die Nürnberger Versicherung jährlich mehr als 100 Führzügel-Wettbewerbe.

## Bisherige Sieger
| - 1992: Nicole Uphoff mit Sir Lennox - 1993: Klaus Balkenhol mit Ehrengold - 1994: Martina Hannöver mit Rubinstein - 1995: Isabell Werth mit Aurelius FRH - 1996: Isabell Werth mit Giorgio - 1997: Alexandra Simons-de Ridder mit Chacomo - 1998: Nicole Uphoff mit Relevant - 1999: Nadine Capellmann mit Cockney - 2000: Karin Rehbein mit Miss Holstein - 2001: Heike Kemmer mit Bonaparte (74,17 %) - 2002: Ann Kathrin Linsenhoff mit Wahajama-UNICEF (74,56 %) - 2003: Karin Rehbein mit Cherie - 2004: Nadine Capellmann mit Elvis (81,17 %) - 2005: Monica Theodorescu mit Whisper (72,333 %) - 2006: Carola Koppelmann mit Comic Hilltop FRH (74,100 %) - 2007: Victoria Max-Theurer mit Augustin OLD (73,800 %) - 2008: Isabell Werth mit El Santo NRW (75,300 %) - 2009: Brigitte Wittig mit Blind Date (77,250 %) - 2010: Kathrin Meyer zu Strohen mit Rassolini (74,850 %) - 2011: Carola Koppelmann mit Desperado OLD (75,450 %) |  |  |  |  | - 2012: Charlott-Maria Schürmann mit Burlington (77,707 %) - 2013: Beatrice Buchwald mit Weihegold OLD (74,732 %) - 2014: Matthias Alexander Rath mit Samba King (74,561 %) - 2015: Dorothee Schneider mit Santiago (78,902 %) - 2016: Isabel Freese mit Vitalis (79,220 %) - 2017: Isabell Werth mit Flamboyant OLD (77,780 %) - 2018: Dorothee Schneider mit First Romance (76,537 %) - 2019: Isabel Freese mit Total Hope OLD (79,220 %) - 2020: Matthias Alexander Rath mit Destacato FRH (76,268 %) - 2021: Helen Langehanenberg mit Straight Horse Ascenzione (77,268 %) - 2022: Andrina Suter mit Briatore NRW (77,146 %) - 2023: Isabell Werth mit Skovens Tzarina (76,878 %) - 2024: Dorothee Schneider mit Maxi Kraft’s Barcelo OLD (76,732 %) |